# ISO 3166-2:ET
ISO 3166-2:ET é a entrada em ISO 3166-2, parte do padrão ISO 3166 publicado pela Organização Internacional de Normalização (ISO), que define códigos para os nomes das principais subdivisões da Etiópia (cujo código ISO 3166-1 alfa-2 é ET).
Atualmente são atribuídos códigos a 2 administrações e 9 estados. Cada código começa com ET-, seguido de duas letras.

## Códigos atuais
Códigos ISO 3166 e nomes de subdivisões são listados como na norma oficial publicada pela Maintenance Agency (ISO 3166/MA). As colunas podem ser classificadas clicando nos respectivos botões.
| Código | Nome da subdivisão em Amárico (am)       | Nome da subdivisão em Inglês (en)                | Categoria da subdivisão |
| ------ | ---------------------------------------- | ------------------------------------------------ | ----------------------- |
| ET-AA  | Ādīs Ābeba                               | Addis Ababa                                      | administração           |
| ET-DD  | Dirē Dawa                                | Dire Dawa                                        | administração           |
| ET-AF  | Āfar                                     | Afar                                             | estado                  |
| ET-AM  | Āmara                                    | Região Amhara                                    | estado                  |
| ET-BE  | Bīnshangul Gumuz                         | Região Benshangul-Gumaz                          | estado                  |
| ET-GA  | Gambēla Hizboch                          | Região Gambela                                   | estado                  |
| ET-HA  | Hārerī Hizb                              | Harari                                           | estado                  |
| ET-OR  | Oromīya                                  | Região Oromia                                    | estado                  |
| ET-SO  | Sumalē                                   | Região Somali                                    | estado                  |
| ET-TI  | Tigray                                   | Região Tigré                                     | estado                  |
| ET-SN  | YeDebub Bihēroch Bihēreseboch na Hizboch | Região das Nações, Nacionalidades e Povos do Sul | estado                  |

## Mudanças
As seguintes alterações à norma ISO 3166-2: PT foram feitas e anunciadas em boletins pela ISO 3166/MA desde a primeira publicação da norma ISO 3166-2, em 1998:
| Boletim informativo | Data da publicação | Descrição da mudança no boletim informativo                                                                                           |
| ------------------- | ------------------ | --- |
| I-4                 | 2002-12-10         | Mudança de nome genérico de uma categoria subdivisão, para administração. Adição de uma administração. Atualização da lista de fontes |

### Boletim I-4
- Adição de código: Dire Dawa (ET-DD)
- Nome mudança: nomes alternativos removidos (Addis Abeba, Amhara, Bénishangul, Gambéla, Harer, Oromo, Tegré)
- Inclusão de nomes no Amárico
- Renomeando subdivisão da categoria: capital → administração